# 周汝昌
周 汝昌（しゅう じょしょう、1918年4月14日 - 2012年5月31日）は、中国の学者、詩人、紅楼夢研究家（紅学家）。本字は禹言，敏庵であり、のち玉言に改めた。研究分野は、中国古典文学と紅楼夢。中国紅学研究の泰斗である。

## 来歴・人物
- 1918年4月14日、天津咸水沽で生まれた。

- 1939年、燕京大学西洋言語学部入学。

- 1953年9月、四川大学外国語学部の教員となり、『紅楼夢新證』を出版。[4]

- 文化大革命のときは紅衛兵の打倒対象とされ、迫害を受けた。[5]

- 2008年、中国中央テレビの番組「百家講壇」にて『四大名著』についてレクチャーを催した。

- 2012年5月31日、95歳で死去。[6]

## 著作

### 紅楼夢研究
- 『紅楼夢新證』（1953年上海棠棣出版社、1976年人民文学出版社）

- 『曹雪芹』（1964年作家出版社、1980年天津百花出版社）；

- 『恭王府考』（1980年上海古籍出版社）

- 『献芹集』（1985年山西人民出版社）

- 『石頭記鑑真』（1985年書目文獻出版社）

- 『紅楼夢と中華文化』（1989年工人出版社、台湾東大図書公司）

- 『紅楼夢の歴程』（1989年黒竜江省人民出版社）

- 『恭王府と紅楼夢』（1992年北京燕山出版社）

- 『曹雪芹新伝』（1992年外文出版社）

- 『紅楼夢芸術』（1995年人民文学出版社、2006年作家出版社）

- 『紅楼夢の真故事』（1995年華芸出版社、2005年山東画報出版社）

- 『紅楼真本』（1998年北京図書館出版社）

- 『周汝昌紅学精品集』（1998年華芸出版社）

- 『風流文采第一人』（1999年東方出版社）

- 『紅楼小講』（2002年北京出版社）

- 『紅楼奪目紅』（2003年作家出版社）

- 『周汝昌點評紅楼』（2004年團結出版社）

- 『曹雪芹画伝』（2004年作家出版社）

- 『紅楼十二層』（2004年書海出版社）

- 『和賈寶玉對話』（2005年作家出版社）

- 『周汝昌夢解紅楼』（2005年漓江出版社）

- 『定是紅楼夢里人：張愛玲と紅楼夢』（2005年団結出版社）

- 『紅楼夢』（北京：人民出版社、2006年12月、ISBN 978-7-01-006018-7）

- 『紅楼別様紅』（2008年作家出版社）

- 『周汝昌校訂批點本石頭記』（漓江出版社、ISBN 978-7-5407-4566-0）

- 『寿芹心稿』（中国大百科全書出版社、ISBN 978-7-5000-8794-6）

### 専門書
- 『范成大詩選』（1959年·1997年人民文学出版社）

- 『白居易詩選』（1962年作家出版社、1997年人民文学出版社出版）

- 『楊万里選集』（1962年中華書局、1979年上海古籍出版社、1999年河北教育出版社）

- 『書法芸術問答』（1980年香港中華書局、1982年文化芸術出版社）

- 『詩詞賞会』（1987年広東人民出版社）

- 『神州自有連城璧：論中華美学』（2005年山東画报出版社）

### その他
- 『石頭記人物画』（題詩40首）（1979年人民美術出版社）

- 『歳華晴影』（1997年上海東方出版社中心）

- 『臙脂米伝奇』（1998年華文出版社）

- 『硯霓小集』（1998年山西教育出版社）

- 『脂雪軒筆語』（上海人民出版社）

- 『周汝昌自伝: 紅楼无限情』（2005年北京十月文芸出版社）

- 『我与胡適先生』（2005年漓江出版社）